# Alone (canção de Marshmello)
''Alone'' é o principal single do álbum de estreia do DJ e produtor americano Marshmello. Foi lançado pela primeira vez em maio 2016, depois lançado como download digital em 17 de junho do mesmo ano no iTunes e no Spotify.  Após o lançamento, o single foi listado no Hot 100 do Canadá e na Bilbord Hot 100 dos Estados Unidos. Seu videoclipe está com aproximadamente 2,1 bilhões de visualizações no YouTube e foi a primeira música da Monstercat (gravadora do artista na época) a alcançar essas marcas, tornando-se o lançamento mais popular da gravadora. 

## Videoclipe
O videoclipe ''Alone'' foi lançado em 2 de junho de 2016 no canal de Marshmello e também no canal da Monstercat no YouTube; o do canal do Marshmello contava com 540 mil visualizações em setembro de 2017. O vídeo mostra Marshmello sendo evitado pelos seus colegas da escola, um de seus colegas o pega fazendo música e ele se torna mais popular.

## Lista de faixas
| Digital download | Digital download | Digital download |
| No.              | Title            | Length           |
| ---------------- | ---------------- | ---------------- |
| 1.               | "Alone"          | 4:33             |

| Digital download – Remixes EP | Digital download – Remixes EP | Digital download – Remixes EP |
| N°                            | Título                        | Duração                       |
| ----------------------------- | ----------------------------- | ----------------------------- |
| 1.                            | "Alone" (Slushii Remix)       | 4:19                          |
| 2.                            | "Alone" (Getter Remix)        | 4:22                          |
| 3.                            | "Alone" (DISKORD Remix)       | 3:04                          |
| 4.                            | "Alone" (Streex Remake)       | 3:53                          |
| 5.                            | "Alone" (MRVLZ Remix)         | 2:46                          |
| 6.                            | "Alone" (LUCA LUSH Remix)     | 4:30                          |

| Digital download – Carri Remix | Digital download – Carri Remix            | Digital download – Carri Remix |
| N°                             | Título                                    | Duração                        |
| ------------------------------ | ----------------------------------------- | ------------------------------ |
| 1.                             | "Alone" ((Carri Remix) (featuring Carri)) | 2:25                           |

## Paradas
| Paradas (2016 - 2017)                     | Posições |
| ----------------------------------------- | -------- |
| Canada (Canadian Hot 100)                 | 56       |
| Philippines (Philippine Hot 100)          | 54       |
| US Billboard Hot 100                      | 60       |
| US Hot Dance/Electronic Songs (Billboard) | 9        |

## Certificações
| Região | Certificação | Certificação Número |
| --- | ------------ | ------------------- |
| Estados Unidos (RIAA) | Gold         | 500,000             |
| *sales figures based on certification alone ^shipments figures based on certification alone sales+streaming figures based on certification alone |              |                     |

## Referencias
1. ↑  «Alone - Single by Marshmello on Apple Music». iTunes Store (US). Consultado em 22 de julho de 2017
2. 1 2  «Alone (Marshmello song)». Wikipedia (em inglês). 21 de setembro de 2017